# Live 8

DVD Live 8 phát hành tháng 11 năm 2005

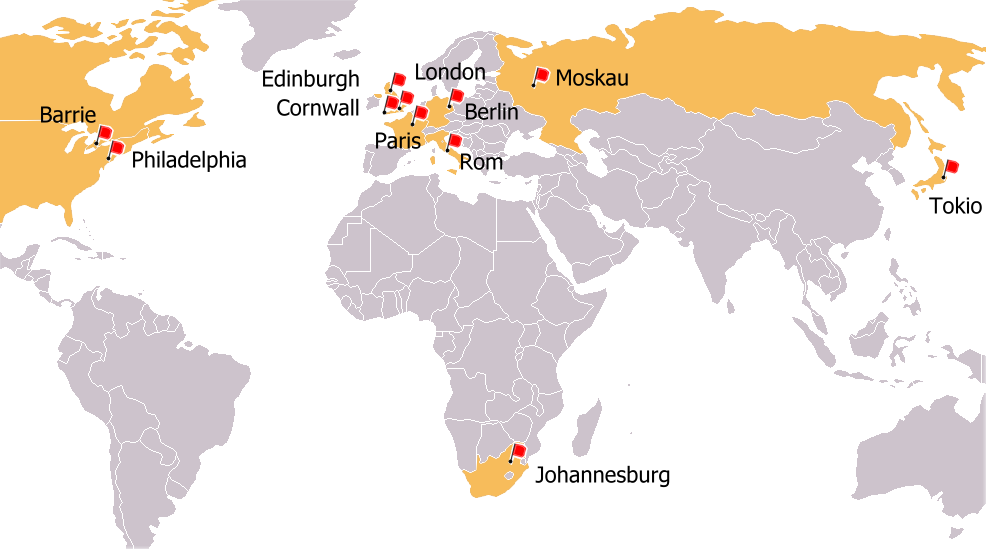
10 nơi tổ chức Live 8 trực tiếp trên thế giới, vào ngày 2 tháng 7 năm 2005

Live 8 là một chuỗi các buổi biểu diễn nhạc từ thiện vào tháng 7 năm 2005 tại những nước G8 và Cộng hòa Nam Phi, được tổ chức ngay trước khi hội nghị cấp cao G8 được tổ chức tại khách sạn Gleneagles, Auchterarde, Scotland từ ngày 6 đến 8 tháng 7 năm 2005. Sự kiện này còn trùng với kỉ niệm 20 năm Live Aid. Song song với cuộc vận động "Hãy biến nghèo đói thành quá khứ", tiếng Anh: Make Poverty History của Anh và lời kêu gọi hành động toàn cầu chống nghèo đói, các buổi biểu diễn có mục đích gây áp lực với các nhà lãnh đạo thế giới nhằm giảm nợ cho các nước nghèo, giúp đỡ họ phát triển. Mười buổi biểu diễn Live 8 được tổ chức đồng loạt vào ngày 2 tháng 7 và một buổi vào ngày 6 tháng 7 đã mang đến tuyên bố của các nhà lãnh đạo G8, vào 7 tháng 7 cùng năm lời cam kết tăng gấp đôi viện trợ cho châu Phi, từ 25 lên đến 50 tỉ USD vào năm 2010. Live 8 với hơn 1.000 nghệ sĩ tham gia được phát sóng trên 182 kênh truyền hình và 2.000 đài phát thanh.
Thành viên của Live Aid và Band Aid, ông Bob Geldof công bố kế hoạch này vào ngày 31 tháng 5 năm 2005. Nhiều thành viên của Live Aid sẵn sàng phục vụ cho mục tiêu này. Trước khi kế hoạch được công bố chính thức

, kéo theo một sự kiện là "Live Aid 2". Và bằng cách nào đó, Geldof cùng với Midge Ure đã nói rõ ràng rằng họ không nghĩ sự kiện này là giống với "Live Aid". Geldof nói: " Đây không phải là "Live Aid" lần thứ hai, những buổi diễn này là điểm bắt đầu của The Long Walk To Justice, là một cách để chúng tôi có thể cùng cất lên tiếng nói của mình.".
Ban tổ chức Live 8 đã trình Danh sách Live 8 đến các nhà lãnh đạo tại hội nghị G8. Đó là danh sách những người trên khắp thế giới lên tiếng ủng hộ mục đích Biến nghèo đói thành quá khứ của Live 8.
Cùng với sự kiện này, việc một số vé xem Live 8 được bán đấu giá tại trang web eBay đã gây náo động. Geldof đã yêu cầu eBay phải loại bỏ cuộc bán đấu giá đó, thậm chí còn khuyến khích những hacker tấn công trang web. Ebay cuối cùng cũng loại bỏ những vé đó, sau vài cuộc tranh cãi.
Phần lớn DVD của chương trình Live 8 được phát hành trên toàn cầu vào ngày 7 tháng 11 năm 2005, riêng phát hành tại Hoa Kỳ được thực hiện sau một ngày, trùng hợp với ngày phát hành DVD của Live Aid vào ngày 8 tháng 11 năm 2004.

## Buổi hòa nhạc
Có 10 buổi hòa nhạc tổ chức vào ngày 2 tháng 7 năm 2005, phần lớn chúng được tổ chức cùng lúc với nhau. Buổi đấu tiên được tổ chức tại Makuhari Messe, Nhật Bản, ban nhạc Rize biểu diễn. Tring phần mở đầu của buổi biểu diễn tại Philadelphia, Will Smith đã dẫn dắt khán giả ở London, Philadelphia, Berlin, Roma, Paris và Barrie, Ontario (ngoại ô Toronto) in a synchronised finger click.    Nó tượng trưng cho cái chết của trẻ em cứ mỗi 3 giây, vì nghèo đói.
Bob Geldof lúc đó ở Hyde Park, London và đã biểu diễn I Don't Like Monday. Một số khách mời đặc biệt xuất hiện suốt buổi diễn là Kofi Annan, Tổng Thư ký Liên Hợp Quốc., Bill Gates có một bài diễn văn và Nelson Mandela tại Nam Phi.
Sự kiện cuối cùng được tổ chức tại Edinburgh vào ngày 6 tháng 7 năm 2005 và có tên Edinburgh 50,000 - The Final Push. Hơn nữa, nó có phần biểu diễn của những nghệ sĩ ở buổi biểu diễn khác và là kết thúc của Live 8.

## Những sự kiện chính

Áp phích chính thức của Live 8

- Ngày 31 tháng 5 năm 2005: Lời tuyên bố chính thức về Live 8 của Bob Geldof.
- Ngày 1 tháng 6 năm 2005: Bob Geldof kêu gọi một triệu người tới  Edinbufgh trong "Long Walk to Justice", vào ngày 6 tháng 7, ngày đầu tiên của hội nghị G8. Geldof ngay lập tức bị phê bình bởi đội trưởng Lothian and Borders Police Ian Dickenson về sự khuyến khích tụ tập một đám đông lớn như thế tại Endinburgh mà không có tham khảo ý kiến với chính quyền địa phương và để làm cách nào có thể chứa nhiều người như vậy.
- Ngày 3 tháng 6 năm 2005: Thủ tướng Anh Gordon Brown tuyên bố rằng sẽ không tính thuế VAT cho buổi biểu diễn tại London. Ông ước tính rằng nó sẽ thâm vào cho tổ chức 500.000 bảng Anh[6]. Ông cũng khuyền khích lời kêu gọi hòa bình của Geldof ở cả Scotland.
- Ngày 6 tháng 6 năm 2005: Gửi tin nhắn đê nhạn được vé xem ca nhạc tại Vương quốc Anh. Có khoảng 1,5 triệu tin nhắn SMS như vậy được gửi đi.
- Ngày 7 tháng 6 năm 2005: Midge Ure tuyên bố rắng buổi biểu diễn được tổ chức tại Murrayfield Stadium ở Endinburgh, Scotland vào ngày 6 tháng 7.
- Ngày 11 tháng 6 năm 2005: Bộ trưởng tài chính G8 đồng ý xóa nợ cho 18 nước nghèo nhất thế giới.
- Ngày 14 tháng 6 năm 2005: eBay tuyên bố họ sẽ không bán vé sau khi Geldof kêu gọi mọi người tập hợp nhau chống lại trang bán đấu giá trên internet.
- Ngày 15 tháng 6 năm 2005: Peter Gabriel tuyên bố rằng ông sẽ tổ chức sáu buổi hòa nhạc Live 8 đồng thời có tên  "Africa Calling" với những nghệ sĩ châu Phi, chồng lại những lời phê bình của nhiều người thực hiện rằng tới lúc đó Live 8 mới chỉ có những nghệ sĩ da trắng. Sự kiện này được tổ chức tại Cornwall, tây nam England vào ngày 2 tháng 7. Nhạc sĩ người Senegal Youssou N'Dour sẽ là chủ trì của sự kiện này, người cũng biểu diễn với những nghệ sĩ châu Phi như Maryam Mursal, Salif Keita và Thomas Mapfumo[7].
- Ngày 16 tháng 6 năm 2005: Geldof tuyên bố rằng sẽ có 3 buổi diễn được tổ chức trong ngày 2 tháng 7, tại Johannesburg, South Africa, Makuhari Messe, Nhật Bản, và Toronto/Barrie, Canada.
- Ngày 17 tháng 6 năm 2005[8]: lời thỉnh cầu cho những nhà lãnh đạo G8 được đưa ra.
- Ngày 21 tháng 6 năm 2005: "Live 8 Canada" được thông báo. Những nghệ sĩ bao gồm Bryan Adams, Barenaked Ladies, và một số khác nữa. Sự kiện này được chủ trì bởi diễn viên hài Dan Aykroyd và Tom Green. Cùng ngày, Damon Albarn, người mới chỉ trích sự vắng mặt của những nghệ sĩ châu Phi, hiện đã tường trình lại rắng rất vui về Live 8 vì họ đã đáp lại lời chỉ trích đó[9]. Albarn của ban nhạc Blur, ban đầu cũng trong hàng ngũ của Live 8, nhưng rút khỏi sau khi kêu ca rằng sự kiên này tốn tại quá nhiều "Anglo-Saxon".
- Ngày 22 tháng 6 năm 2005: Tại Mĩ, MTV, MTV2, mtvU và VH1 đều xác nhận rằng họ phát sóng Live bắt đầu tại Noon ET. Country Music Television và VH1 Classic thì sẽ nêu bật ngày 3 tháng 7 trong phần ưa thích ở những thể loại thích xem của họ.
- Ngày 23 tháng 6 năm 2005: 35.000 vé ở Canada đã được bán hết chỉ trong 20 phút được bán trên mạng[10].
- Ngày 24 tháng 6 năm 2005: Live 8 Nhật Bản và Nam Phi được loan báo. Những nghệ sĩ bao gồm Do As Infinity, Björk, Good Charlotte, trong khi những tiết mục ở Johannesburg gốm có những ngôi sao châu Phi cũng như 4Peace Ensemble và Oumou Sangare.
- Ngày 27 tháng 6 năm 2005: Live 8 của Liên bang Nga tại Quảng trường Đỏ được loan báo. Những nghệ sĩ bao gồm Pet Shop Boys, The Red Elvises và Bravo.
- Ngày 28 tháng 6 năm 2005: ABC nói họ sẽ phát sóng 2 giờ của sự kiện này vào 8 giờ tối ET trong ngày 2 tháng 7 vào thời gian đầu tiên.
- Ngày 2 tháng 7 năm 2005: AOL Music bắt đầu phát sóng trong mỗi thành phố và theo yêu cầu tại AOLmusic.com[11]. Cùng ngày, cuộc diễu hành chống lại đói nghèo tại Edinburgh khởi đầu và tiếp diễn khá hòa bình, ước tính có 200,00 người tham gia vào cuộc diễu hành. Buổi biểu diễn chính bắt đầu.
- Ngày 3 tháng 7 năm 2005: Sail 8 thất bại.
- Ngày 6 tháng 7 năm 2005: xảy ra buổi hòa nhạc ở Edinburgh Edinburgh 50,000 - The Final Push.
- Ngày 8 tháng 7 năm 2005: Hội nghị G8 lấn thứ 31 kết thúc. Những nhà lãnh đạo G8 cam kết viện trợ thêm cho những nước đang phát triển 50 tỉ USD tới năm 2010, bao gồm 25 tỉ USD cho châu Phi. Cùng ngày, người tổ chức Live 8 Bob Geldof cảm ơn G8.
- Ngày 25 tháng 10 năm 2005: DVD chính thức của Live 8 châu Phi, "Africa Calling" tại Eden Project được phát hành.
- Ngày 7 tháng 11 năm 2005: Phát hành DVD chính thức Live 8 trên toàn cầu.
- Ngày 8 tháng 11 năm 2005: DVD Live 8 phát hành tại Bắc Mĩ.
- Ngày 2 tháng 7 năm 2006: MTV Networks, CTV và BBC 1 phát sóng  Live 8: What a Difference a Day Makes' kỉ niệm một năm của cuộc biểu diễn.

## Danh sách Live 8
| “ | We don't want your money, we want your voice. Chúng tôi không cần tiền của bạn, chúng tôi cần tiếng nói của bạn - Bono | ” |

Buổi hòa nhạc Live Aid, được tổ chức vào năm 1985, đã quyên góp được khoảng 79 triệu bảng Anh, và chúng được viện trợ cho những nước nghèo nhất thế giới.
Live 8 không phải là để gây quỹ hay tương tự, hơn thế, những người tổ chức hi vọng rằng nó gây được sự chú ý về mặt chính trị. Sự kiện này xảy ra đồng thời với hội nghị G8 2005 tại Gleneagles Hotel, Perthshire, Scotland, và ý tưởng bên dưới là trấn áp tám chính khách có mặt với những lời đề nghị của quần chúng về những diều cơ bản của chiến dịch " Make Poverty History".
Lời thỉnh cầu của hơn 30 triệu cái tên gấn như có ngay trên Internet. Có thể tìm thấy chúng tại the Live8 List page. Hàng triệu lời thỉnh cầu được viết trên giấy hay bằng e-mail đã được đưa ra.

## Vé

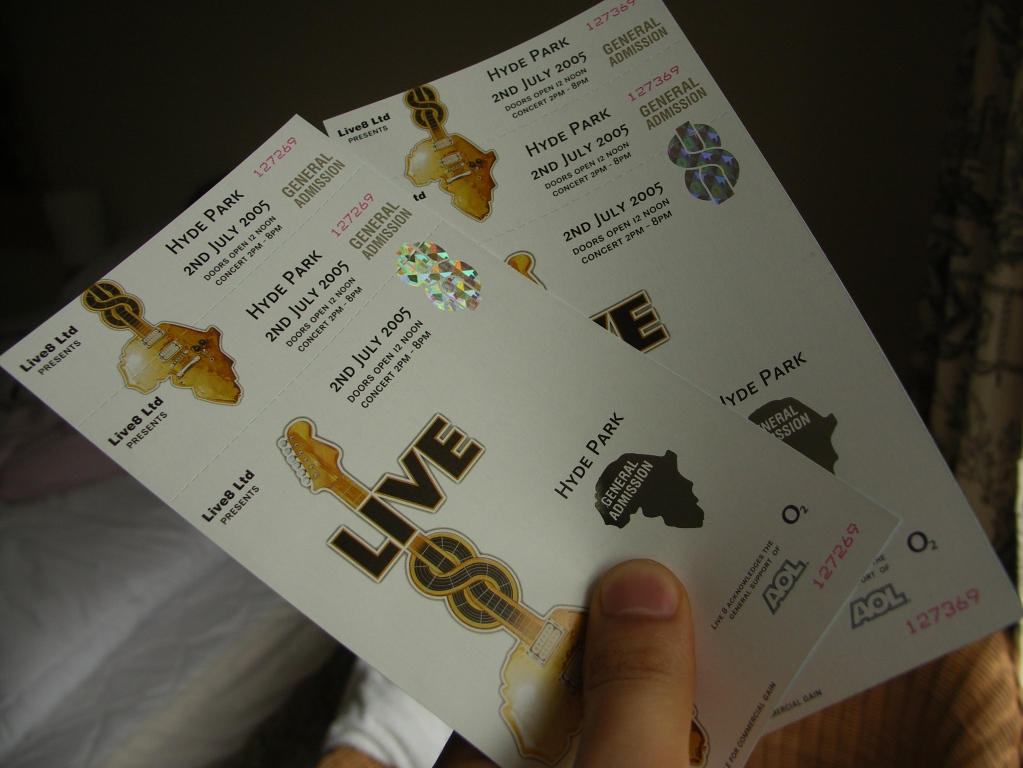
Một cặp vé xem Live 8 tại London

Mặc dù đây là một buổi hòa nhạc miễn phí, 66.500 cặp vé cho buổi diễn tại Hyde Park đã được phân phát từ ngày 13 tháng 6 năm 2005 đến ngày 15 tháng 6, cho những người chiến thắng trong cuộc thi nhắn tin SMS điện thoại di động diễn ra từ thứ Hai, 6 tháng 6 năm 2005. Những người tham gia cuộc thi phải trả lời các câu hỏi trắc nghiệm bằng tin nhắn với giá 1,50 bảng Anh. Người chiến thắng sẽ được lựa chọn ngẫu nhiên từ những người đã trả lời chính xác các câu hỏi. Hơn 2 triệu tin nhắn đã được gửi đi trong suốt thời gian cuộc thi diễn ra, thu về 3 triệu bảng Anh cho ban tổ chức. Như vậy, mỗi thí sinh có khoảng một phần 28 cơ hội được sở hữu một cặp vé cho đêm diễn. 1,6 triệu bảng đầu tiên số tiền thu được sẽ được gửi đến quỹ Prince's Trust, họ sẽ tiếp tục chuyển số tiền này đến hội từ thiện " Help A London Child". Quỹ Prince's Trust vẫn thường tổ chức buổi ca nhạc thường niên Party in the Park vào tháng 7 tại Hyde Park. Tuy nhiên sự kiện này đã bị hủy bỏ vào năm 2005 để dọn đường cho Live 8. Món tiền ủng hộ 1,6 triệu bảng này được xem như là sự đền bù cho việc hủy bỏ này. Số tiền thu được còn lại sẽ được dùng để " trả cho những chi phí của Live 8, vì nó là một sự kiện miễn phí", dẫn lời website của Live 8.
Một vài người may mắn đã ngay lập tức phe lại vé trên các phiên bán đấu giá tại eBay với ý định thu lợi. Sự việc này đã nhận nhiều chỉ trích nặng nề từ phía những người tổ chức, bao gồm cả Bob Geldof. Ban đầu, eBay bào chữa cho việc họ đã để những phiên đấu giá này diễn ra, rằng không có luật pháp nào chống lại những phiên buôn bán này. Họ cũng hứa sẽ quyên góp cho Live 8 " tối thiểu cũng bằng với mức phí" mà họ có thể thu được từ các phiên buôn bán này. Rất nhiều người, vì tức giận trước việc có người lợi dụng Live 8 để thu lợi, đã đặt những mức giá ngất ngưởng lên đến hàng triệu Bảng để ép những người rao bán phải tháo bỏ buổi đấu giá của họ xuống. Sau này, có thông tin cho rằng, eBay, trước sức ép nặng nề từ chính phủ Anh, công chúng, cũng như từ chính Geldof, đã hủy bỏ toàn bộ những phiên đấu giá vé xem Live 8. Tuy nhiên, nhiều người cho rằng việc phe lại vé hoàn toàn không làm ảnh hưởng đến những người mà Live 8 đang cố gắng giúp đỡ, không những thế còn đem lại cơ hội được tham dự Live 8 cho những người không kiếm được vé.
Tương tự, những tình huống căng thẳng cũng xuất hiện tại Edinburgh và Canada, cuối cùng, eBay đã phải hủy bỏ tất cả các phiên bán vé này. Trên thực tế, vào ngày 23 tháng 6 năm 2005, 35.000 vé miễn phí đã được phân phát hết veo trong vòng 20 phút cho buổi diễn tại Canada, theo Ticketmaster.

## Hình ảnh

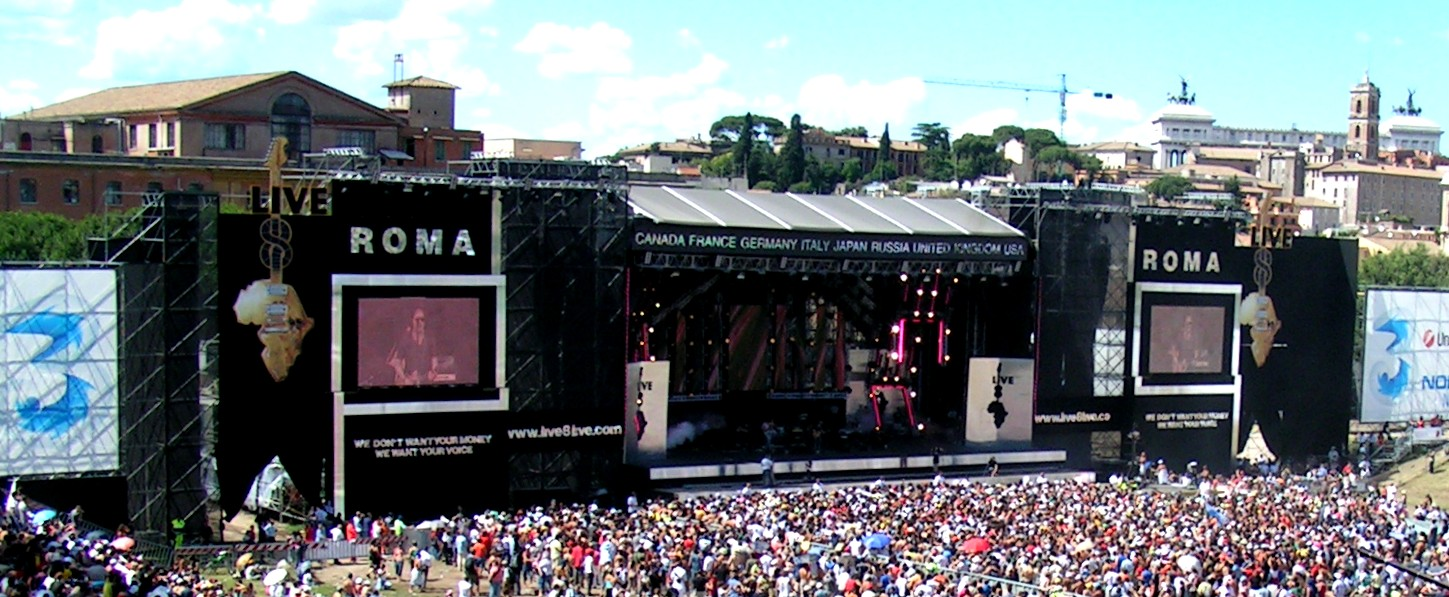
Tại Roma
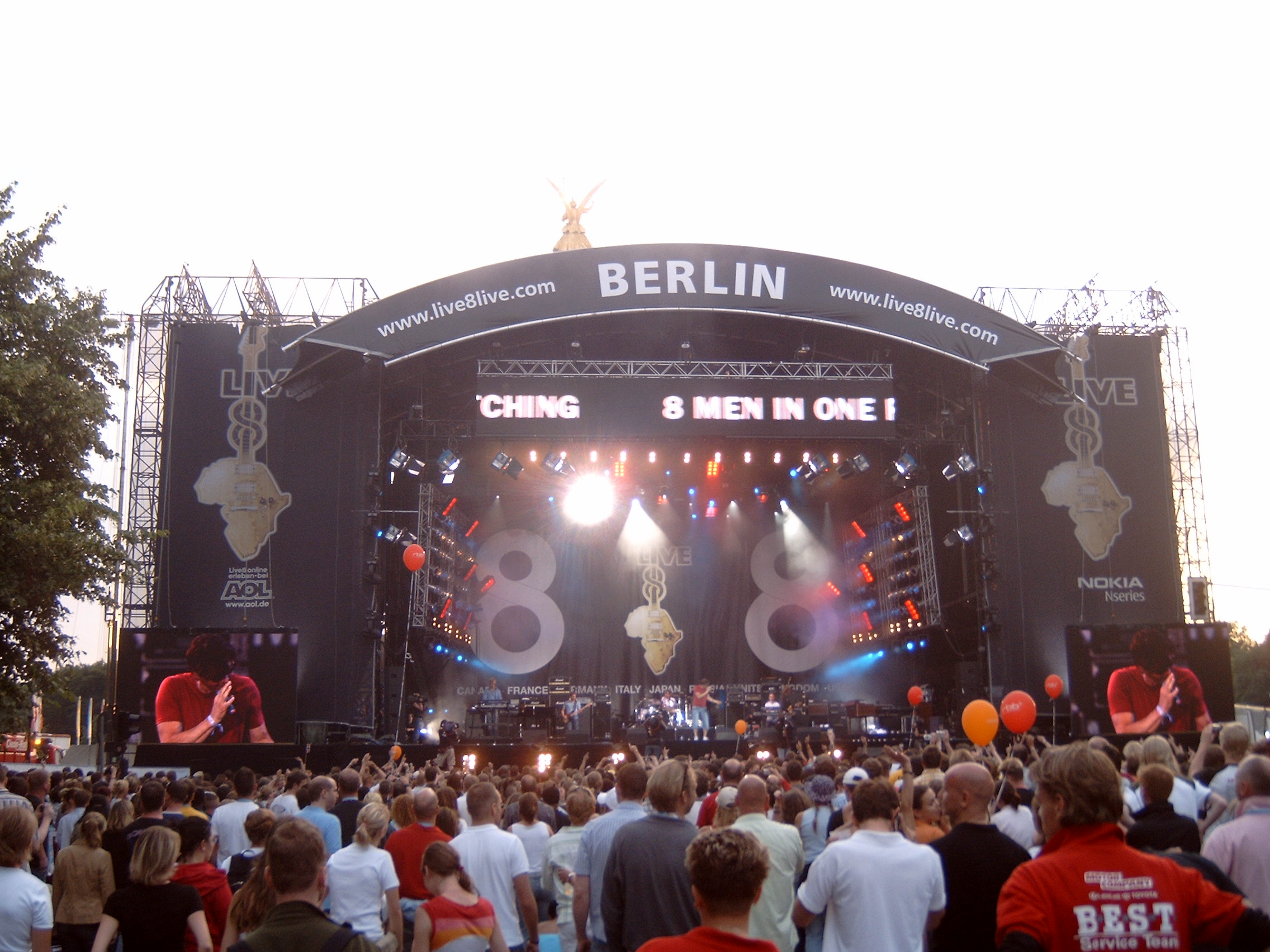
Tại Berlin
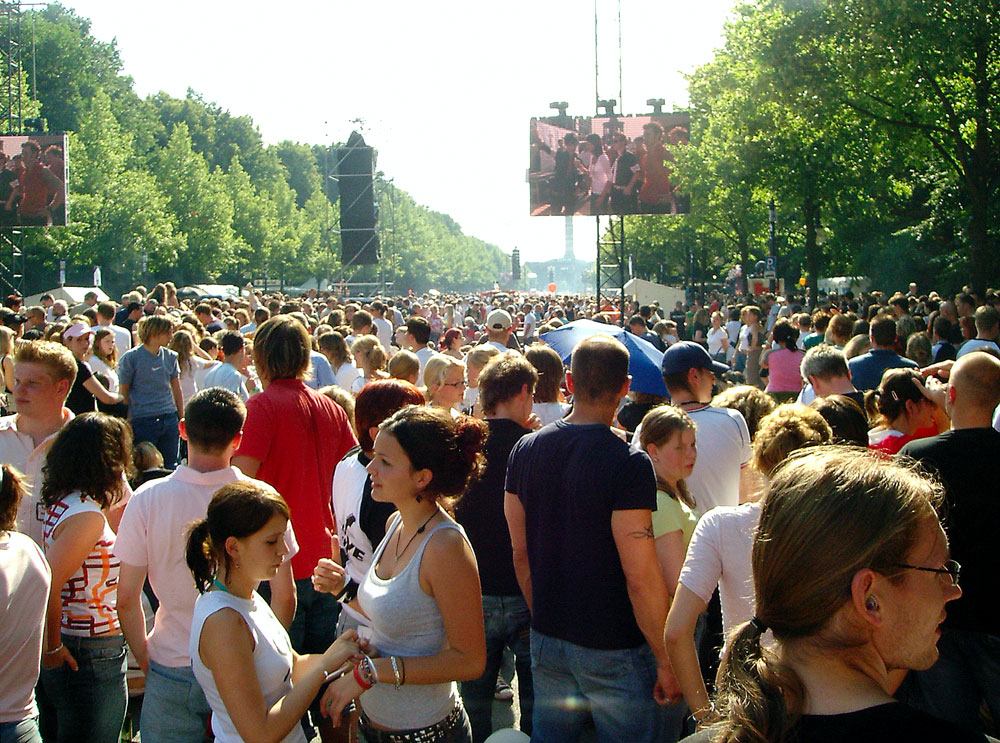
Tại Berlin
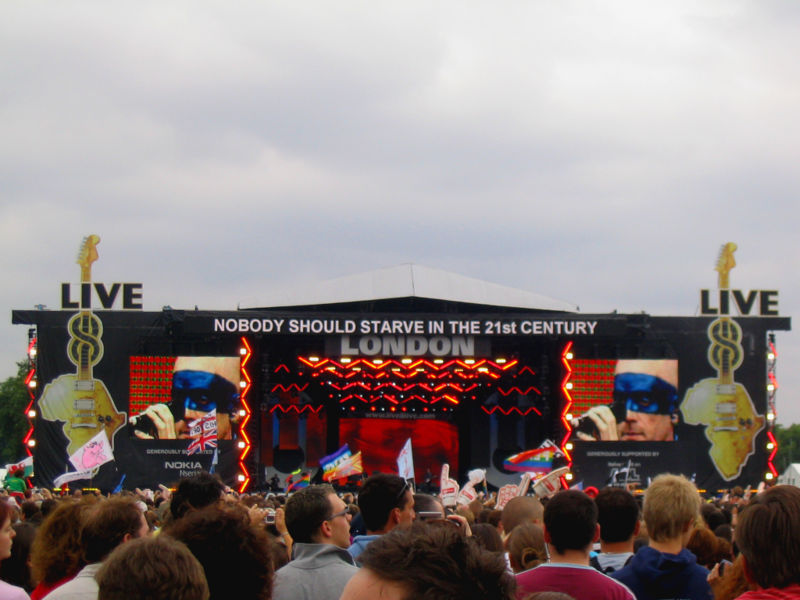
Tại Luân Đôn
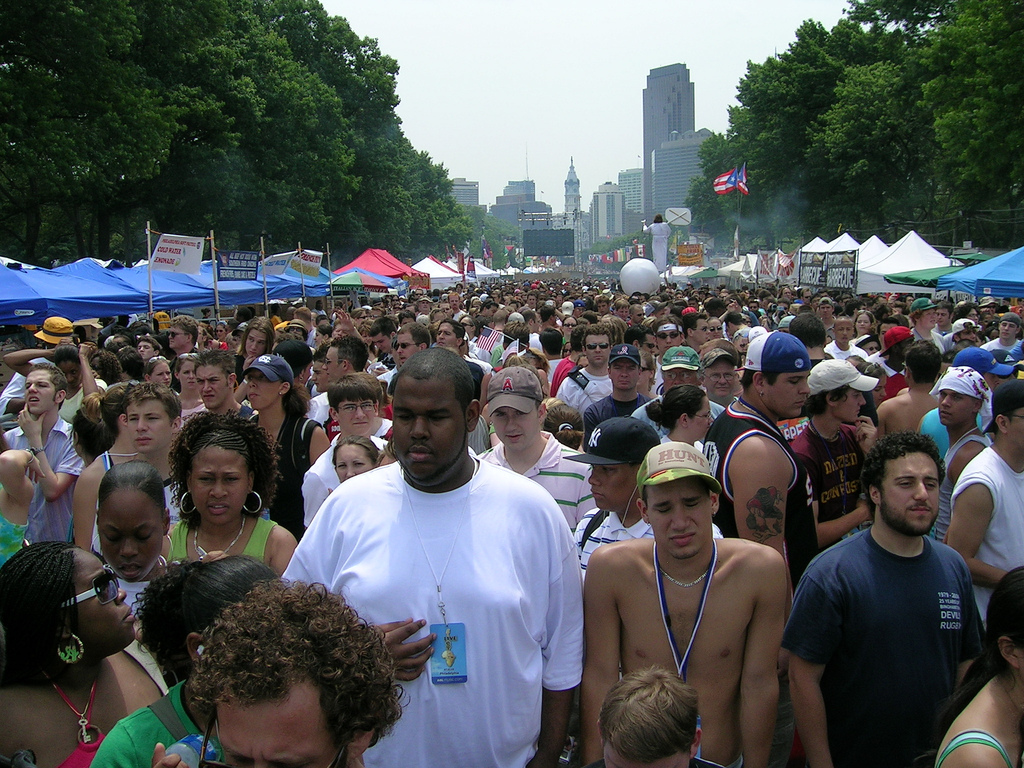
Tại Philadelphia
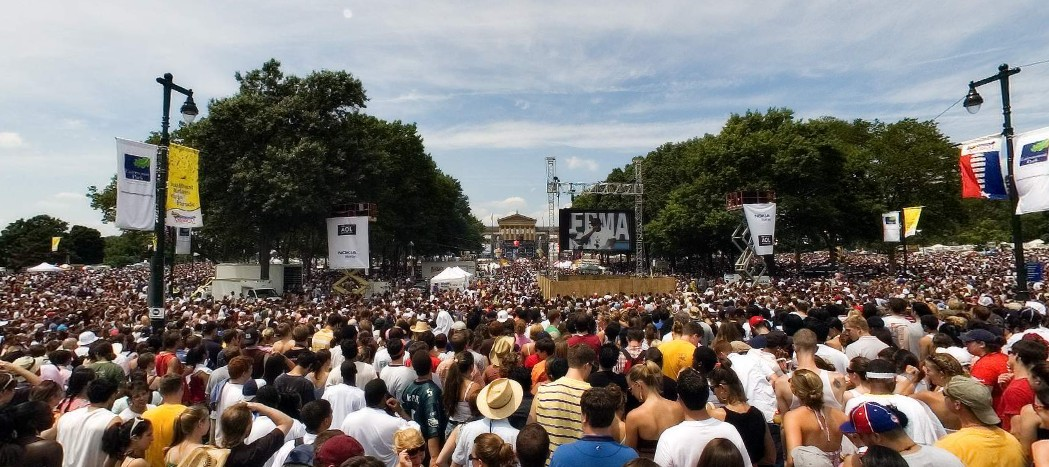
Tại Philadelphia
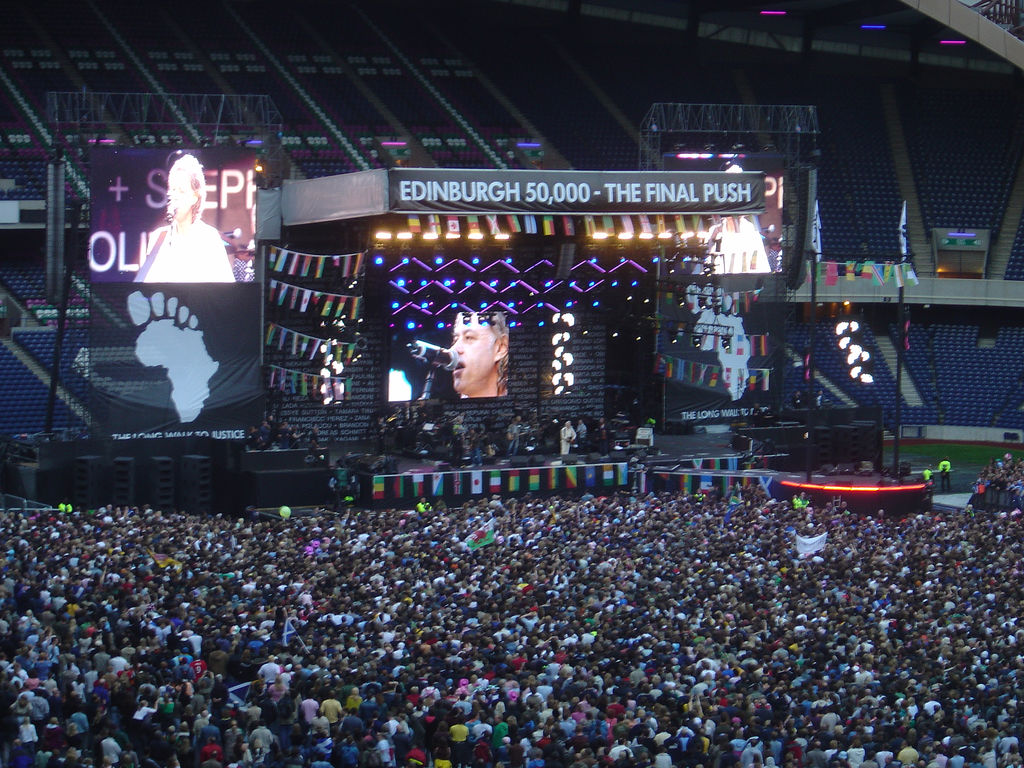
Tại Edinburgh
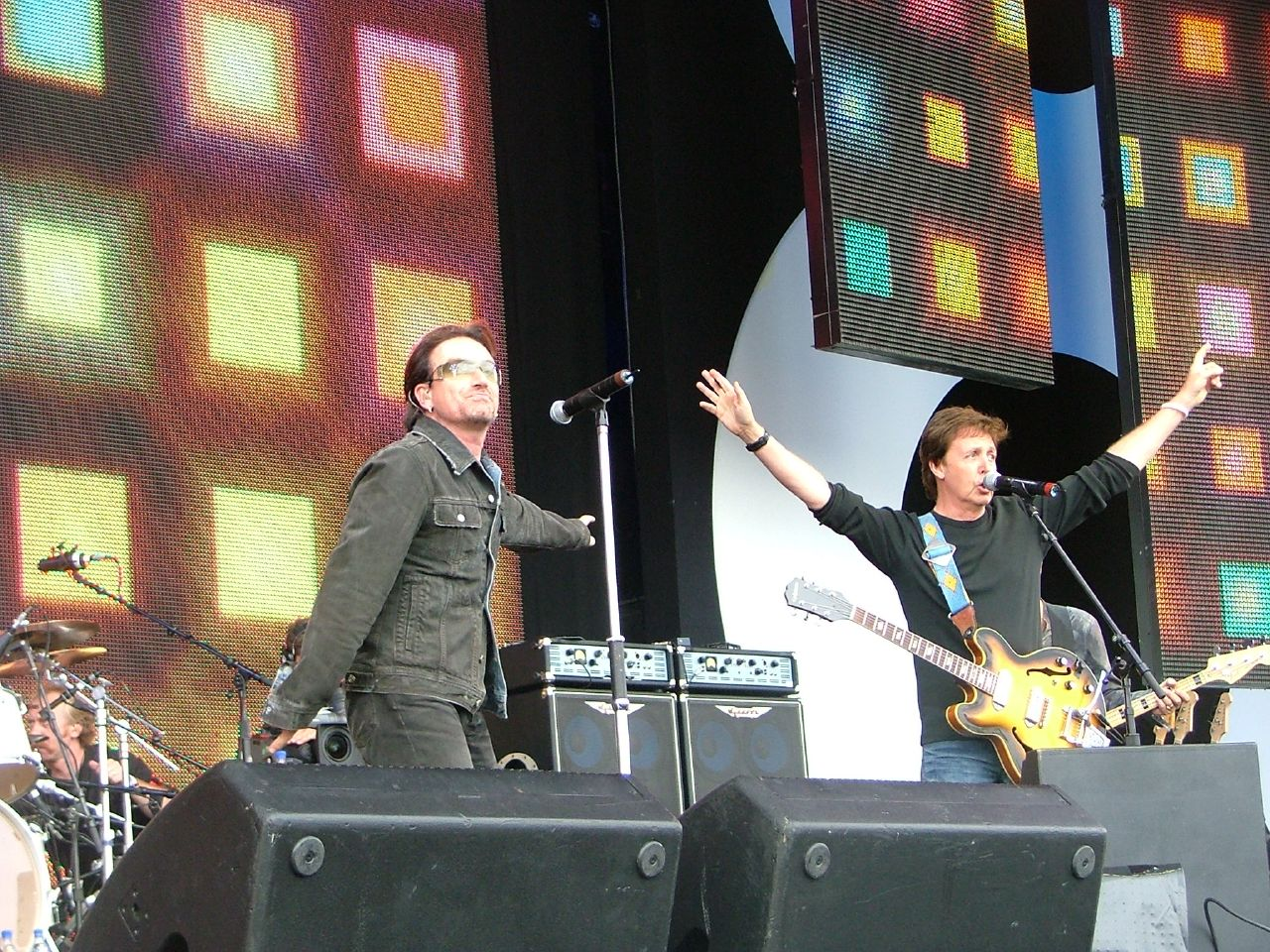
Bono của nhóm U2 và Paul McCartney
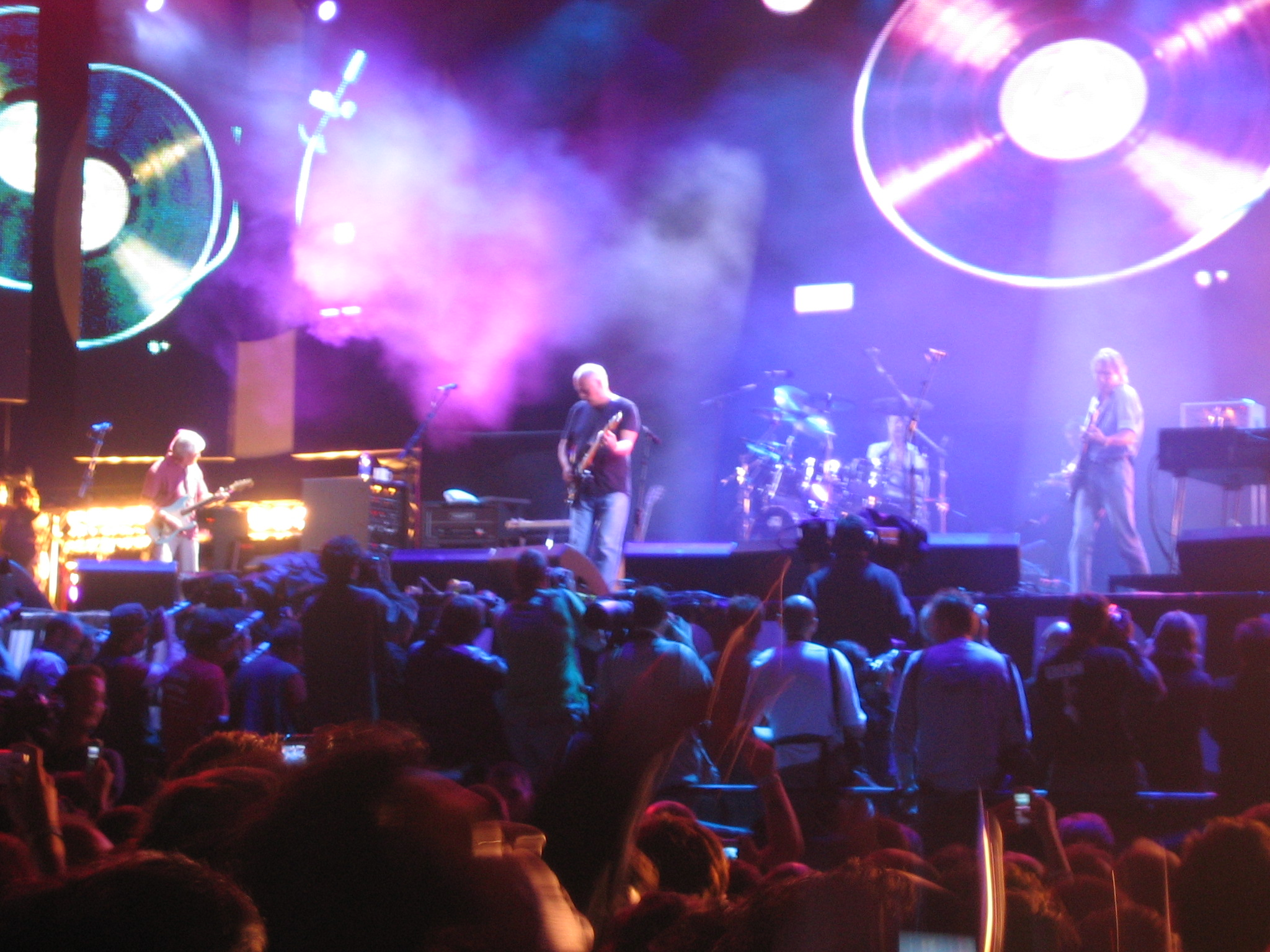
Pink Floyd tại Luân Đôn